# Key Salān
Key Salān (persiska: کی سلان) är en ort i Iran.   Den ligger i provinsen Västazarbaijan, i den nordvästra delen av landet, 500 km väster om huvudstaden Teheran. Key Salān ligger 1 649 meter över havet och antalet invånare är 124.
Terrängen runt Key Salān är huvudsakligen kuperad. Key Salān ligger nere i en dal.Runt Key Salān är det ganska tätbefolkat, med 60 invånare per kvadratkilometer. Närmaste större samhälle är Kāvelān-e Soflá, 12,8 km sydost om Key Salān. Trakten runt Key Salān består i huvudsak av gräsmarker.